# Río Branco
Río Branco ist eine Stadt im Osten Uruguays.

## Geographie
Die uruguayisch-brasilianische Grenzstadt liegt auf dem Gebiet des Departamento Cerro Largo in dessen Sektor 3 am rechten Ufer des Grenzflusses Rio Jaguarão / Río Yaguarón, der etwa 20 km südöstlich in die Laguna Merín mündet. Am gegenüberliegenden Ufer befindet sich die brasilianische Stadt Jaguarão.

## Geschichte
Der für einen spanischsprachigen Staat ungewöhnliche portugiesische Name der Stadt bedeutet übersetzt „weißer Fluss“.
Jedoch ist der Name nicht auf einen existierenden Fluss zurückzuführen. Vielmehr wurde die Stadt zu Ehren des brasilianischen Diplomaten und ehemaligen Außenministers (1902–1910) José Maria da Silva Paranhos Júnior (1845–1912), des Barón von Río Branco, benannt. Gegründet wurde die Stadt 1792 durch Joaquín Gundín. Am 1. Juli 1953 wurde sie durch das Ley 11.963 zur Ciudad erklärt.

## Infrastruktur

### Bildung
Río Branco verfügt mit dem 1950 gegründeten, im Barrio Artigas befindlichen Liceo de Río Branco „Dr. Aníbal Acosta Estapé“ über eine weiterführende Schule (Liceo). An der Schule werden rund 1.200 Schüler unterrichtet. (Stand: 2008)

### Verkehr
Río Branco ist über die Ruta 18 mit Treinta y Tres verbunden und mit Paysandú über die Ruta 26, die an der Staatsgrenze in die brasilianische Bundesstraße BR-116 nach Fortaleza im Nordosten Brasiliens übergeht. Die internationale Brücke Puente Internacional Barón de Mauá verbindet Río Branco mit der brasilianischen Nachbarstadt Jaguarão.

## Einwohner
Río Branco hat 14.604 Einwohner (Stand: 2011), davon 7.040 männliche und 7.564 weibliche.
| Jahr | Einwohner |
| ---- | --------- |
| 1963 | 4.024     |
| 1975 | 5.685     |
| 1985 | 9.072     |
| 1996 | 12.215    |
| 2004 | 13.456    |
| 2011 | 14.604    |

Quelle: Instituto Nacional de Estadística de Uruguay

## Stadtverwaltung
Zum Bürgermeister (Alcalde) von Río Branco wurde am 10. Mai 2015 Christian Sebastián Morel Núñez (Partido Nacional) gewählt. Seine Amtszeit dauert bis 2020.
Zuvor hatte mindestens bis Februar 2011 Roberto Pereira dieses Amt inne.

## Söhne und Töchter der Stadt
- Rodney Arismendi (1913–1989), Politiker und marxistischer Theoretiker
- Robert Herrera (* 1989), Fußballspieler